# Droga krajowa B1 (Niemcy)
Droga krajowa 1 (niem. Bundesstraße 1, B 1) – niemiecka droga krajowa przebiegająca z zachodu na wschód, od granicy holenderskiej przez Akwizgran, Neuss, Düsseldorf, Essen, Bochum, Dortmund, Unnę, Paderborn, Brunszwik, Magdeburg, Poczdam, Berlin do granicy z Polską w Kostrzynie.
Droga częściowo jest rozbudowana spełniając parametry drogi ekspresowej. Miejscami prowadzi po autostradach.
Do najbardziej znanych części drogi należą, odcinek trasy w Zagłębiu Ruhry, Ruhrschnellweg, po którym przejeżdża ok. 155.000 pojazdów dziennie, oraz most Glienicker Brücke na rzece Haweli pomiędzy Poczdamem a Berlinem.
W NRD droga była oznakowana jako Fernverkehrsstraße 1 (F 1).

## Miejscowości leżące przy B1

### Nadrenia Północna-Westfalia
Vaalserquartier, Akwizgran, Würselen, Broichweiden, Alsdorf, Aldenhoven, Jülich, Titz, Wanlo, Jüchen, Grevenbroich, Neuss, Düsseldorf, Ratingen, Breitscheid, Essen, Gelsenkirchen, Bochum, Dortmund, Unna, Werl, Westönnen, Soest, Bad Sassendorf, Schmerlecke, Erwitte, Geseke, Salzkotten, Paderborn, Bad Lippspringe, Bad Meinberg, Blomberg, Barntrup,

### Dolna Saksonia
Aerzen, Hameln, Coppenbrügge, Hemmendorf, Oldendorf, Elze, Burgstemmen, Hildesheim, Schellerten, Hoheneggelsen, Gross Lafferde, Vechelde, Brunszwik, Cremlingen, Königslutter am Elm, Süpplingen, Helmstedt,

### Saksonia-Anhalt
Erxleben, Bornstedt, Magdeburg, Burg bei Magdeburg, Genthin

### Brandenburgia
Brandenburg, Groß-Kreutz, Poczdam, Herzfelde, Hoppegarten, Müncheberg, Jahnfelde, Diedersdorf, Seelow, Manschnow, Küstrin-Kietz

### Berlin
Berlin

## Opis trasy
Droga krajowa B1 rozpoczyna swój bieg w zachodniej dzielnicy Akwizgranu, Vaalserquartier, na niemiecko-holenderskiej granicy. Pomiędzy Akwizgranem i Neuss droga przeniesiona została na autostrady i przebiega kolejno po A544, A44, A46 oraz A57. Pomiędzy Neuss a Düsseldorfem przecina Ren. Na chwilę chowa się w tunelu, aby po jego opuszczeniu połączyć się z drogami B 8 i B7, a następnie zmierzając na północ, opuszcza miasto przechodząc w autostradę A52. W Breitscheid powraca znów wśród pola. W okolicach Mülheim an der Ruhr przekracza rzekę Ruhrę po czym zamienia się w Ruhrschnellweg (A40) i jako taka omija Essen, Bochum i Dortmund. Od Unny już jako droga głównie dwupasmowa, zmierza na wschód przez Werl, Soest, Erwitte, Geseke do Paderborn. Tu skręca lekko na północny wschód by krętymi drogami przez Bad Meinberg, Blomberg, Hameln, Coppenbrügge, Hildesheim, dotrzeć do Brunszwiku. Tu w kierunku Magdeburga mija koło Helmstedt byłą granice niemiecką. Magdeburg opuszcza w kierunku północno-wschodnim. Koło Gethin skręca na wschód by przez Brandenburg, Groß-Kreutz i Poczdam dotrzeć do Berlina. Po kluczeniu po mieście, kierując się prosto na wschód, przez Herzfelde, Hoppegarten, Müncheberg, Jahnfelde, Diedersdorf, Seelow, Manschnow dociera do swego końca, na granicy polsko-niemieckiej w Kostrzynie.

## Historia
Na początku naszej ery podobny przebieg miał szlak handlowy zwany Via Regia, która prowadziła z Hiszpanii do Rosji.
W drugiej połowie XVIII w. powstały na terenie współczesnych Niemiec pierwsze utwardzone drogi. W 1778 roku rozpoczęto budowę drogi pomiędzy Unną a pruskim Hörde. W 1799 oddano drogę z Poczdamu do Berlina, a w 1824 pomiędzy Magdeburgiem a Berlinem. W 1828 przedłużono ją aż do Królewca. W 1818 ukończono odcinek w kierunku zachodnim między Unną a Werl. Na wschód używano gotową od 30 lat drogę z Hagen przez Wuppertal do Düsseldorfu. W latach 1926 do 1932 wybudowana droga, zwana Ruhrschnellweg przez Essen, zastąpiła dotychczasowy bieg przez Ratingen, Kettwig, Werden, Steele, Höntrop, Lütgendortmund i Asseln.
W czasach Republiki Weimarskiej, w 1932 roku, została oznakowana jako Reichsstrasse 1, o długości 1392 km., biegnąca z Akwizgran przez Hanower, Berlin, Gorzów Wielkopolski, Chojnice, Elbląg, Królewiec, aż do ówczesnej niemiecko-litewskiej granicy. W 1937 po ukończeniu budowy obecnej A2 zmieniono bieg drogi i ominięto Hanower wytyczając przebieg drogi przez Hameln, Hildesheim i Brunszwik.
Po utworzeniu Republiki Federalnej Niemiec przejęto w wielu wypadkach przebieg dróg wyznaczony przed wojną zmieniając jedynie nazewnictwo z Reichsstrasse na Bundesstrasse i Fernstrasse w NRD.
Od zakończenia II wojny światowej po zjednoczenie Niemiec drogę przecinała granica.
Pomiędzy 1954 a 1963 rokiem, rozbudowano jezdnie Ruhrschnellweg do czterech pasów i przemianowano drogę na autostradę A430 (obecnie A40) a pomiędzy Akwizgranem i Neuss przebieg B1 przeniesiono na autostrady: A544, A44, A46 oraz A57.